# Rhizodontidae
Die Rhizodontidae sind eine ausgestorbene Gruppe von Knochenfischen aus der Klasse der Fleischflosser (Sarcopterygii). Sie lebten vom Mitteldevon bis zum Pennsylvanium küstennah im Meer und in Süßgewässern und sind durch mehrere Fragmente und nur von einem vollständig erhaltenen Fossil bekannt.
Die erste fossil überlieferte Form ist Notorhizodon aus dem Mitteldevon des südlichen Viktorialands in der Antarktis, der in den frühen 1970er Jahren entdeckt wurde. Der Fund bestand aus Teilen des Schädels, des Unterkiefers und des Schultergürtels. Notorhizodon war ein großer, wahrscheinlich bis zu drei Meter lang werdender Raubfisch. Der einzige weitere Rhizodontier aus dem Devon ist Sauripterus aus Nordamerika, von dem ein Brustflossenskelett erhalten ist, das einen Fisch von ähnlicher Länge wie Notorhizodon vermuten lässt.
Während des Karbons erreichten die Rhizodontia ihre größte Artenvielfalt. Rhizodus aus Schottland ist nur von einem einen Meter langen Unterkiefer bekannt, der mit maximal 22 cm langen Zähnen besetzt war. Man schätzt, dass der Fisch 6 bis 7 Meter lang wurde. Die kleinste Art, Strepsodus anculonamensis erreichte eine Länge von 50 cm. Von ihr stammt auch das einzige vollständig erhaltene Fossil eines Rhizodontiers. Der Schädel von Barameda aus Mansfield Shire im südlichen Australien zeigt Ähnlichkeiten mit dem der Osteolepiformes. Am Beginn des Perm starben die Rhizodontia aus.

## Merkmale
Die Rhizodontia waren Raubfische und ernährten sich wahrscheinlich von großen Fischen, Amphibien und aquatischen Temnospondylen. Die Bezeichnung „Rhizodontia“ bedeutet „Wurzelzähner“, ihre Fangzähne saßen tief in den Kiefern. Die Zähne einiger großer Rhizodontier waren seitlich abgeflacht. Alle Flossen waren fast bis zum Rand beschuppt. Die Brustflossen waren kräftig und wurden von kräftigen Knochen (Humerus, Ulna, Radius) gestützt. Rücken- und Bauchflossen waren klein, die Schwanzflosse diphyzerk. Sie hatten zwei Paare von Nasenöffnungen, eine Choane schien aber zu fehlen.

## Gattungen

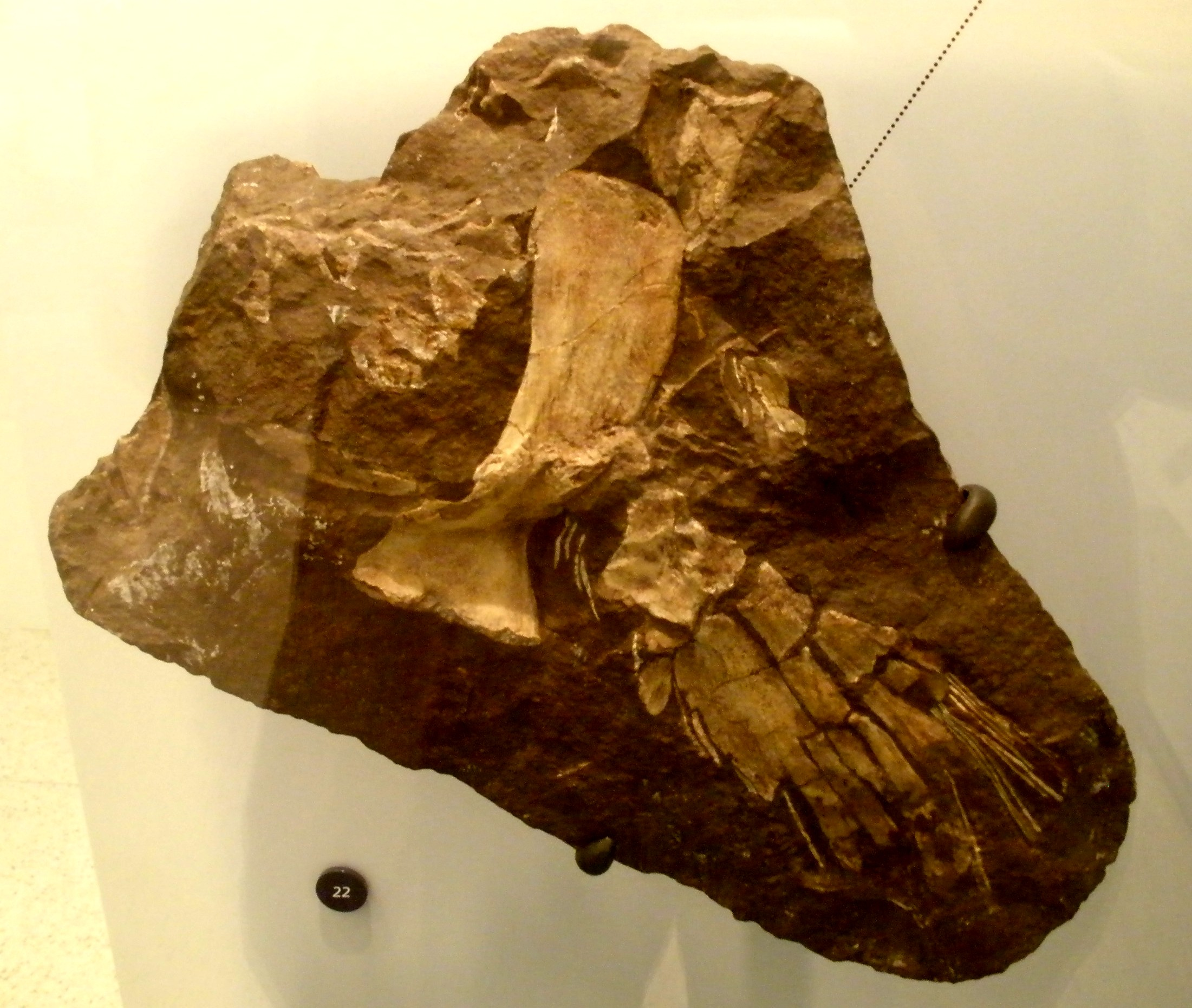
Flosse von Sauripteris taylori

- Barameda
- Gooloogongia
- Notorhizodon
- Pycnotenion
- Propycnotenion
- Rhizodus
- Sauripterus
- Screbinodus
- Strepsodus